# УСТ Січ (Регенсбург)
УСТ «Січ» (Українське Спортове Товариство «Січ») — українське спортивне товариство з німецького міста Регенсбург.
УСТ «Січ» (Регенсбург) в мішанім таборі Ґанґгоферсідлюнґ (5.000 українців, 280 членів товариства) засновано в березні 1946 року. Головою до січня 1947 року був Григор Масник, потім посадник Ярослав Сербин.
Для товариства працювали ще проф. Матвій Мелешко, Євстахій Крикевич, З. і В. Корчинські, д-р Вірщук, д-р Припхан, Новаківський.
З вступом товариства до футбольної першості влітку 1947 р. праця посилилася. Незважаючи на загальне послаблення праці в 1948 році «Січ» провадить працю далі повною силою. У вересні 1947 року вибудовано спортову площу коштом 16.230 нім. марок.
Праця секцій:
- волейбол жінок — розіграла 23 змагання (10 з чужинками) і брала участь в турнірах: обласних (1946 р. — 1-е місце), міждіпівському 1946 р. (1-е місце) і в зональному трійковому 1947 р.
- волейбол чоловіків — 76 змагань (44 з чужинцями). Першість: області, міждіпівського турніру в 1946 р. (6 народів), зональний турнір в залі 1946 р., зонального трійкового турніру 1947 р. та участь в усіх зональних турнірах
- баскетбол чоловіків — розіграла 63 гри (28 з чужинцями) і брала участь в усіх обласних і зональних турнірах. Першість: області та зони 1946 р. і восени 1947 р., як теж в міждіпівському турнірі в 1946 р.
- плавання — на зональних змаганнях 1947 р. здобула перше місце.
- легкої атлетики — участь в обласних змаганнях 1946 р., в обласному лісовому бігу навпростець в 1946 р. та організація двох пробігів навпростець. На зональних змаганнях в 1947 р. «Січ» зайняла 5-е місце. Дні ФК в 1946 і 1947 рр., здобула 39 Відзнак Фізичної Вправності.
- туристики — відбула 5 краєзнавчих прогульок.
- лещетарства — урядила 3 змагань в плоских бігах і 8 лещетарських прогульок.
- футбол — 101 гра (42 з чужинцями), в 1947 р. увійшла до ліги першунів, в якій зайняла 2-е місце. Взимку 1947 р. розпочало товариство ігри за першість німецького союзу.
- шахів — урядила 32 змагання, 6 симультанів (Боголюбов, Вотковський, Розенберґ, Кир), 1 сеанс насліпо (Вотковський) і 3 блискавичні турніри. Участь в турнірах: обласний 1946 р. (1-е місце) і зональний 1947 р. (5-е місце) та 1948 р. (поділено 1-2-е місця).
- настільний теніс — брала участь в турнірах: обласних 1947 і 1948 рр, (перші місця), зональних 1947 і 1948 рр. (теж першість зони), міждіпівському в 1946 р. (1-е місце) і за першість німецького Реґенсбурґу в 1947 р. в різних класах.
У Регенсбурзі також діяли СУМ-Юнак (Регенсбург) та УСТ Верховина (Регенсбург).